# Нонсенс
Но́нсенс (англ. nonsense, від лат. non — ні та лат. sensus — сенс) — безглуздість, нісенітниця.
Різновид алогізму або логічної помилки. Поняття нонсенс є близьким за змістом до поняття абсурд.
Український відповідник — «нісенітниця» — небилиця, беліберда, дурниця, щось нерозумне, абсурдне. Походить від скорочення фрази «ні се, ні те».
У постмодернізмі нонсенс використовують у значенні переосмислення традиційного безглуздя, як умову плюральної структурації ризоми.
Перевага надається не логічним моделям (сенсам), а вираженню «того, що існує поза значенням».